# Giuseppe Pessina (poeta)
Giuseppe Pessina (Firenze, 1860 – Napoli, 1919) è stato un poeta italiano.

## Biografia
Poeta e collezionista di stampe, Giuseppe Pessina (1860–1919) nacque a Firenze, figlio del noto giurista e filosofo napoletano Enrico Pessina, professore di diritto e procedura penale presso l'Università di Napoli. Il giovane Pessina scrisse la monografia Leggenda futura (1889), numerosi testi per romanze da camera e i libretti d'opera La Camargo (1897) per Enrico de Leva e Adriana Le Couvreur (1901) per Federico Pignatelli. Fu inoltre amico intimo di Gabriele D'Annunzio e nipote prediletto di Luigi Settembrini, scrittore e patriota italiano, col quale mantenne un fitto carteggio epistolare.